# Hughes H-4 Hercules

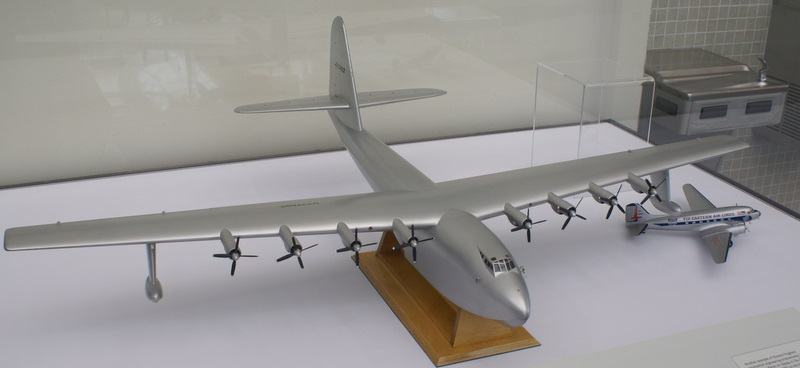
Comparazione delle dimensioni tra l'Hercules e un Douglas DC-3 tramite modelli in scala

Lo Hughes H-4 Hercules (matricola di registrazione NX37602) è un idrovolante da trasporto progettato e costruito dall'azienda statunitense Hughes Aircraft Company negli anni quaranta. I suoi 97,5 m di apertura alare hanno rappresentato un primato rimasto imbattuto per 72 anni, superato solo nel 2019 dallo Scaled Composites Stratolaunch. È stato anche il più grande aereo mai costruito fino all'avvento dell'An-225.
Caratterizzato da una serie di eventi che ne condizionò l'idea iniziale, avuta dall'eccentrico industriale Howard Hughes, fu per l'epoca l'aereo di gran lunga più grande e pesante mai costruito. Venne portato in volo per la sua prima e unica volta il 2 novembre 1947.
Costruito quasi interamente in legno laminato con il processo Duramold, a causa delle restrizioni sull'uso dell'alluminio in periodo di guerra, fu soprannominato "Spruce Goose" (in italiano "oca di abete rosso") dai suoi critici, alcuni dei quali accusavano Hughes di sperperare i fondi del governo per costruire l'apparecchio. L'Hercules è tuttora l'aeroplano con la maggiore altezza dal suolo (a terra) mai costruito. È conservato in buone condizioni all'Evergreen Aviation Museum.

## Storia

### Sviluppo
Nel 1942, a causa dell'entrata in guerra degli Stati Uniti d'America, l'U.S. Department of War dovette affrontare la necessità di trasportare materiale bellico e personale oltre oceano con destinazione Regno Unito per rifornire gli alleati. Le spedizioni via mare subirono pesanti perdite a causa degli attacchi subiti dagli U-Boot della Kriegsmarine per cui venne emessa una specifica per la fornitura di un velivolo da trasporto in grado di attraversare l'Atlantico dotato di una grande capacità di carico. L'unica limitazione era dettata dalla necessità, causata dal bisogno di impiegare materiale strategico per la produzione bellica, di impiegare solamente legno per la sua realizzazione.
L'idea iniziale non fu, come comunemente si crede, di Hughes, ma di Henry Kaiser, l'ideatore delle navi Liberty, la cui intenzione era di costruire una specie di nave volante atta a rifornire in modo veloce e sicuro le forze alleate in Europa e nel Sud Pacifico.
Questo progetto, del 1942, lasciò alquanto perplesse le autorità militari statunitensi ma non Hughes, che, dopo aver modificato il progetto passando da un catamarano a un mono carena, si mise in società con Kaiser fondando per l'appunto la Kaiser-Hughes.
Venne quindi costruito un modello in scala, che il 16 novembre 1942 fu approvato, si ritiene anche grazie ad azioni di corruzione, dal War Production Board, che ne richiese tre prototipi, ridotti poi a uno nel 1944.
Il progetto, siglato HK-1, incontrò subito grosse difficoltà di ogni tipo, compreso un ritardo e le diverse esigenze belliche che maturarono nel 1944, tanto che Kaiser si ritirò dalla società. Tutto ciò non demotivò Hughes, che, nonostante il finanziamento di soli 18 milioni di dollari, del tutto insufficienti, continuò l'impresa da solo.
Quando la guerra finì il velivolo ancora non aveva visto la luce; il governo degli Stati Uniti perse totalmente interesse nel progetto, ma Hughes non desistette dall'idea e per realizzarla, riuscì a ottenere ulteriori due milioni di dollari, a cui ne aggiunse sette di tasca propria.
Dopo un assemblaggio parziale a Culver City, nel 1946 l'aereo fu trasportato a Terminal Island, vicino a Long Beach. Tale tragitto lungo solo 45 km richiese l'impiego di 2 000 persone per la rimozione di fili, pali, alberi e altri ostacoli, per una spesa di 50 000 dollari dell'epoca.
Dopo il montaggio finale, il 2 novembre 1947, alle ore 13:20, davanti a operatori e un pubblico di circa 50 000 persone, l'aereo, pilotato personalmente da Hughes e Dave Grant, decollò e percorse circa due chilometri a 25 metri di quota, con una velocità di circa 150 km/h. Fu il primo e unico volo del colossale aereo.
Negli anni a venire fu riposto in un gigantesco hangar appositamente costruito, dove, sorvegliato da guardie armate, fu sottoposto a regolare manutenzione fino alla morte di Hughes il 6 aprile 1976. In seguito l'aereo fu donato all'Aero Club of Southern California, che lo collocò sotto una cupola di vetro e alluminio vicino alla nave Queen Mary nella zona del porto di Long Beach, dove è rimasto fino al 1992, quando è stato trasferito a McMinnville nell'Oregon, nel nuovo museo di storia dell'aeronautica.

## Descrizione tecnica

Un confronto delle dimensioni tra gli aerei più grandi del mondo:
Boeing 747-8
Airbus A380-800
Antonov An-225 Mriya
Hughes H-4 Hercules
Scaled Composites Stratolaunch

Costruito utilizzando principalmente legno di varie tipologie, tra cui abete rosso, acero, pioppo, mogano e ciliegio, sottoposto a un procedimento di laminatura chiamato Duramold, la sua realizzazione vide il ricorso a una nuova tecnologia basata su impiallacciature unite da un collante termoindurente a base di formaldeide, pressato a caldo in un'autoclave; le parti esterne erano composte da una parte in legno, una mano di collante, carta velina, due mani di vernice impermeabile e una di vernice alluminizzata, il tutto per limitare il peso il più possibile. Allo stesso modo, con l'esclusione dei motori Pratt & Whitney R-4360 «Wasp Major» da 28 cilindri con potenza di 3 000 hp, la strumentazione, le cerniere dei piani di comando e le controventature tubolari all'interno del bordo d'entrata dell'ala erano tutte in legno. A questo si univa un sistema di congiunzioni in cui i chiodi erano tolti dopo che il collante aveva fatto presa.

## Conclusioni
Definire lo Hughes H-4 non è facile; si tratta certamente di una realizzazione grandiosa legata alla volontà di un uomo particolare. È indubbio che senza la costanza e l'oneroso impegno finanziario di Hughes, fuori da ogni logica imprenditoriale, la sua realizzazione non sarebbe mai avvenuta, in particolare con la tecnologia del tempo.
Colpisce anche la volontà di conservazione del mezzo che Hughes ebbe fino ai suoi ultimi momenti di vita, arrivando a pagare somme sempre più alte per l'affitto del terreno dove sorgeva la rimessa, per i salari delle guardie che sorvegliavano il velivolo e per le regolari operazioni di manutenzione generale e messa a punto dei motori, il tutto per un aeroplano che non avrebbe mai più avuto e non ebbe mai più la possibilità di volare.

## Esposizione

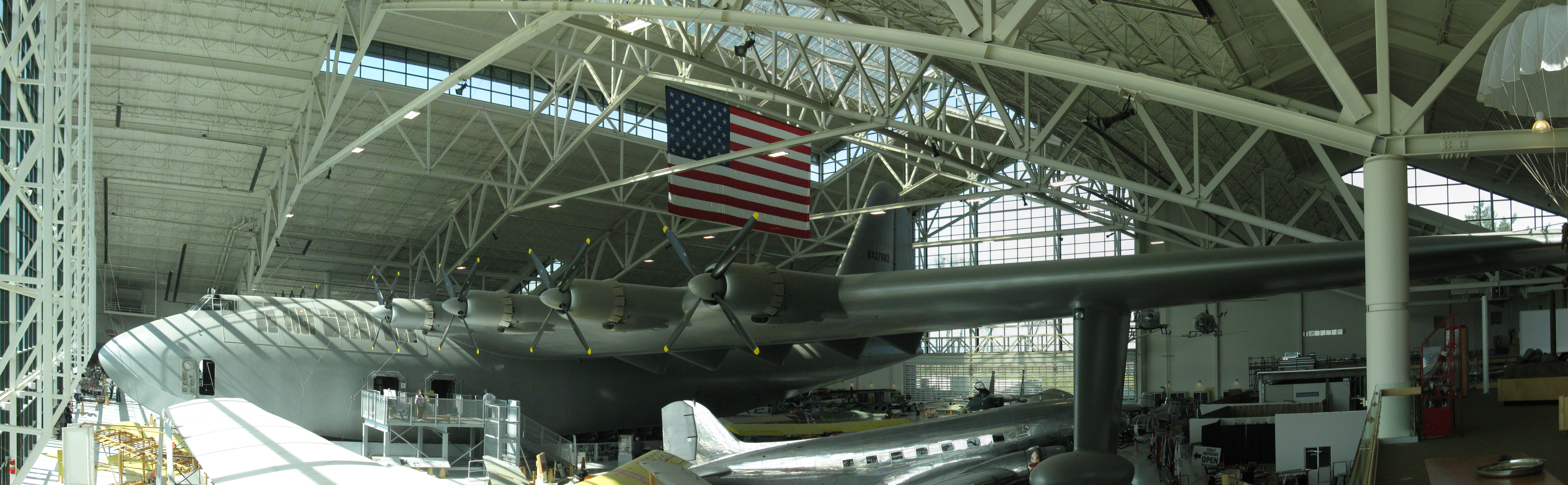
H-4 Hercules al Evergreen Aviation Museum

Nel 1980, quattro anni dopo la morte di Hughes, l'Hercules fu acquisito dall'Aero Club of Southern California, che lo espose in un hangar adiacente alla Queen Mary a Long Beach, California. Nel 1988 la The Walt Disney Company acquisì entrambe le attrazioni. Quando la Disney informò l'Aero Club che non voleva più utilizzare l'Hercules per il suo Port Disney, il velivolo venne venduto all'Evergreen Aviation Museum. Il velivolo fu trasportato su chiatta, treno e camion fino a McMinnville nell'Oregon (circa 60 km a sudovest di Portland), dove fu riassemblato dalla Contractors Cargo Company. Il velivolo arrivò a McMinnville il 27 febbraio 1993 dopo 138 giorni e dopo 1 055 miglia percorse da Long Beach. Da metà degli anni novanta l'hangar presso lo Hughes Airport, ove fu costruito l'Hercules, fu convertito in uno stage. Scene di film come Titanic, What Women Want, Giorni contati - End of Days e Haunting - Presenze furono girate nei 29 000 m² di spazio usato da Howard Hughes per la costruzione. L'hangar è preservato come luogo d'interesse nazionale dalla National Register of Historic Buildings, sede attuale della Playa Vista nei sobborghi Los Angeles.

## Velivoli comparabili
- Dornier Do X
- Blohm & Voss BV 238
- Boeing Pelican
- Saunders-Roe SR.45 Princess